# Klaus Sorgenicht

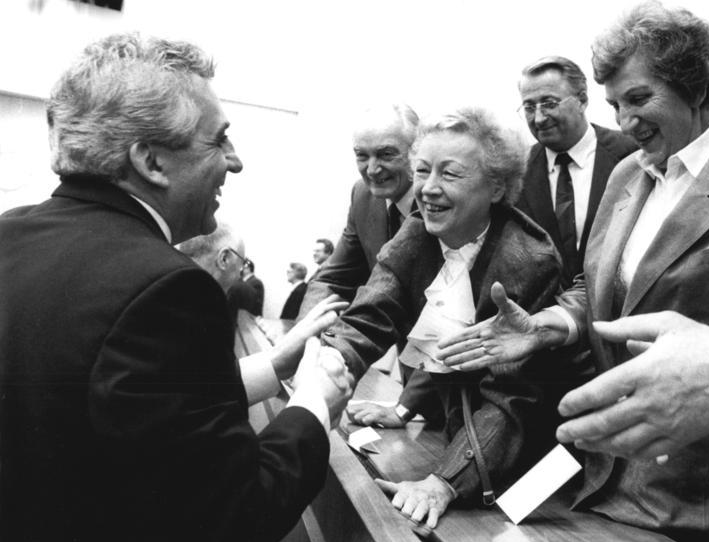
Klaus Sorgenicht 2.v.l. in der Volkskammer 1989

Klaus Sorgenicht (* 24. August 1923 in Elberfeld; † 22. Oktober 1999 in Berlin) war Leiter der Abteilung Staats- und Rechtsfragen des Zentralkomitees (ZK) der SED. Er war berüchtigt für die Härte, mit der er Gegner des politischen Systems der DDR verfolgte.

## Leben
Nach Abschluss der Volks- und Handelsschule begann Sorgenicht eine kaufmännische Lehre. Nach kurzer Tätigkeit in diesem Beruf wurde er zum Kriegsdienst eingezogen und kam 1944 in sowjetische Kriegsgefangenschaft. In der Sowjetunion wurde er Mitglied des Nationalkomitees Freies Deutschland. Nach seiner Entlassung aus der Gefangenschaft wurde er Mitglied der KPD und war 1945/46 Oberbürgermeister von Güstrow. Bis 1949 war er Landrat des Kreises Güstrow.

### Karriere in der DDR
Sorgenicht war von 1949 bis 1951 Leiter der Abteilung Personalangelegenheiten im Ministerium des Innern des Landes Mecklenburg und 1951/52 in einer ähnlichen Position im Innenministerium der DDR. Von 1952 bis 1954 war er Leiter der Koordinierungs- und Kontrollstelle für die Arbeit der Verwaltungsorgane der DDR.
Nach einem Studium von 1953 bis 1954 an der Parteihochschule der KPdSU in Moskau wurde Sorgenicht Leiter der Abteilung Staats- und Rechtsfragen des ZK der SED, er verblieb in dieser Stellung bis zur Wende 1989. Von 1958 bis 1990 war er außerdem Abgeordneter der Volkskammer und von 1963 bis 1990 Mitglied des Staatsrats der DDR. Im Jahr 1955 begann er ein Fernstudium an der Deutschen Akademie für Staats- und Rechtswissenschaft in Potsdam, welches er 1959 als Dipl.-Staatswissenschaftler abschloss. Im Jahr 1968 promovierte Sorgenicht zum Dr. rer. pol.
Ihm oblag – in Zusammenarbeit mit dem MfS – die kadermäßige Überwachung der Richter und Staatsanwälte. Zusammen mit Karl Polak führte er Anfang 1958 den Kampf gegen die verbliebenen „Revisionisten“ im Justizwesen der DDR, also jene Juristen, „die an bürgerlichen oder sozialdemokratischen Positionen festhielten“. Die Kampagne mündete in die Babelsberger Konferenz im April desselben Jahres. Sein Misstrauen gegen die Fachjuristen, deren Argumentation sich von den „ideologisch grobschlächtigen Ausführungen des Apparatschiks Sorgenicht“ drastisch unterschied, legte er nie ab.

### Mitwirkung an Todesurteilen
In seiner Funktion als Abteilungsleiter war er federführend mit der Vorbereitung und Durchführung der Prozesse gegen politische Gegner betraut, u. a. einiger Schauprozesse („Prozesse vor erweiterter Öffentlichkeit“). Vor vielen Prozessen in den 1950er und Anfang der 1960er Jahre schlug Klaus Sorgenicht dem Politbüro vor, Todesurteile zu verhängen. Sobald sie vom Politbüro gebilligt worden waren, waren Sorgenichts Vorschläge für die Gerichte bindend, so in den Prozessen gegen Gerhard Benkowitz, Heinz-Georg Ebeling und Paul Köppe, Sylvester Murau, Gottfried Strympe, Werner Flach Karl Laurenz und Elli Barczatis. Nachdem die Todesurteile gegen Karl Laurenz und Elli Barczatis gefällt worden waren, empfahl er Wilhelm Pieck, das Gnadengesuch abzulehnen. Im RIAS-Prozess schlug Sorgenicht für Joachim Wiebach eine lebenslange Freiheitsstrafe vor. In diesem Fall ging Ulbricht über Sorgenichts Vorschlag hinaus und verfügte die Todesstrafe. Im Dezember 1961 schlug Sorgenicht vor, gegen einen Bauern die Todesstrafe zu verhängen, der sich dem forcierten Abschluss der Kollektivierung im Frühjahr 1960 widersetzt hatte. Die Partei machte ihn und einen anderen Bauern, der ebenfalls zum Tode verurteilt und hingerichtet wurde, dafür verantwortlich, dass in ihrem Dorf mehr als die Hälfte der Bauern, die 1960 in die Landwirtschaftliche Produktionsgenossenschaft eingetreten waren, im Juli 1961 ihren Ausritt erklärt hatten.

### Das Wendejahr 1989 und die Zeit nach der Wende
Anfang 1989 war Sorgenicht an der Vorbereitung der Wahlfälschung bei den Kommunalwahlen am 7. Mai 1989 beteiligt. Am 22. und 23. Oktober 1989 verfasste er mit Erich Mielke, Wolfgang Herger und Friedrich Dickel für das Politbüro eine Vorlage zu „Maßnahmen zur Verhinderung der weiteren Formierung und zur Zurückdrängung antisozialistischer Sammlungsbewegungen“, einer der letzten Versuche der „alten Garde“ innerhalb der SED, die Demonstrationen für Freiheit „mit allen Mitteln“ zu beenden. Diese Vorlage ist in mehreren Entwürfen überliefert, deren Duktus sich zunehmend verschärft. Das SED-Politbüro gab die Vorlage jedoch zur weiteren Überarbeitung an die Autoren zurück.
1992 wurde Sorgenicht wegen Rechtsbeugung in Tateinheit mit Totschlag und Freiheitsberaubung in mehreren Fällen angeklagt. Infolge krankheitsbedingter Verhandlungsunfähigkeit konnte er strafrechtlich nicht mehr zur Verantwortung gezogen werden.

## Auszeichnungen
- 1965 und 1968: Banner der Arbeit
- 1973: Vaterländischer Verdienstorden in Gold
- 1983: Karl-Marx-Orden
- 1985 Medaille „40. Jahrestag des Sieges im Großen Vaterländischen Krieg 1941–1945“[22]
- 1988: Ehrenspange zum Vaterländischen Verdienstorden in Gold

## Schriften
- Verfassung der DDR. Berlin 1969 (zus. mit W. Weichelt)
- Staat, Recht und Demokratie nach dem IX. Parteitag der SED. Dietz, Berlin 1976.
- Unser Staat in den 80er Jahren. Dietz, Berlin 1982.